# تتسو تاکاهاشی
تتسو تاکاهاشی (ژاپنی: 高橋 哲؛ زادهٔ ۲۲ اوت ۱۹۷۹) یک بازیکن فوتبال اهل ژاپن است.
از باشگاه‌هایی که در آن بازی کرده‌است می‌توان به باشگاه فوتبال مونتدیو یاماگاتا اشاره کرد.